# Antikodon
Antikodon je komplementarni kodon. Čini ga niz od triju nukleotida koji su komplementarni kodonu u glasničkom RNK-u.
Svaka molekula prijenosne ribonukleinske kiseline sadržava antikodon, a kad se odgovarajuće aminokiseline enzimski povežu s molekulama prijenosnog RNK-a, genska uputa prevodi se (čita) na ribosomima.